# Charles-Alphonse-Pantaléon Pelletier
Pour les articles homonymes, voir Pelletier.
Charles-Alphonse-Pantaléon Pelletier, né le 22 janvier 1837 à Rivière-Ouelle et mort le 29 avril 1911 à Sillery, est un avocat et homme politique canadien.

## Biographie

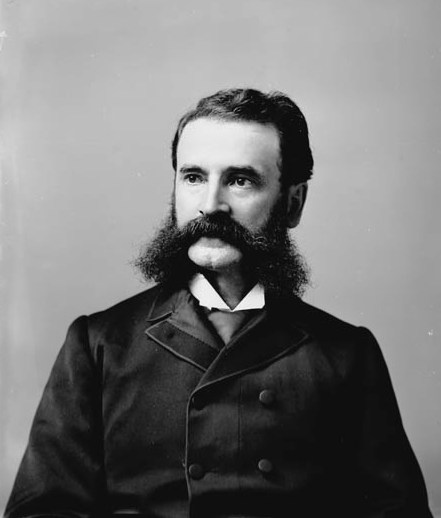
En 1891.

### Jeunesse et carrière militaire
Après des études au Collège de Sainte-Anne-de-la-Pocatière et à l'Université Laval au terme desquelles il obtient un diplôme en droit, il est admis au Barreau en 1860. Il joint la milice en tant qu'officier volontaire puisque diplômé de l'École militaire de Québec. Il combat en 1866 les Féniens, Irlando-américains en faveur de la sécession de l'Irlande de l'Angleterre, en commandant le neuvième bataillon des Voltigeurs lors d'une incursion de ceux-ci. Lorsqu'il se retire de l'armée en 1867, il a atteint le grade de lieutenant-colonel.

### Carrière politique
Il débute alors une carrière politique. Il devient député de la circonscription de Kamouraska à la Chambre des communes de 1869 à 1877 pour le Parti libéral du Canada. Il est également élu député de la circonscription québécoise de Québec-Est en 1873 à l'Assemblée législative du Québec sous la bannière du Parti libéral du Québec. Il abandonne cependant ce dernier poste en 1874 lorsque la loi interdit le double mandat,.
En 1877, il obtient le poste de sénateur et devient pour un an ministre de l'agriculture dans le gouvernement canadien sous Alexander MacKenzie. En 1880, il est l'un des fondateurs du journal L'Électeur, ancêtre du journal Le Soleil,.
À partir de 1885, il redevient avocat et occupe le poste de conseiller juridique à la Cité de Québec, jusqu'en 1903. Il devient directeur du journal L'Électeur en 1904. Il quitte ses fonctions de sénateur cette même année, en ayant été président du Sénat, et devient juge à la Cour supérieure du Québec. Il est ensuite nommé en 1908 lieutenant-gouverneur du Québec, poste qu'il occupera jusqu'à sa mort en 1911. Il occupe alors Spencer Wood, maintenant le Bois-de-Coulonge, dans le quartier de Sillery à Québec. Une avenue de l'arrondissement Sainte-Foy–Sillery de la ville de Québec porte le nom d'Avenue Pantaléon-Pelletier,.

## Hommages
L'avenue Pantaléon-Pelletier a été nommée en son honneur dans l'ancienne ville de Sillery et maintenant présente dans la ville de Québec.